# Tượng thần Mặt Trời ở Rhodes

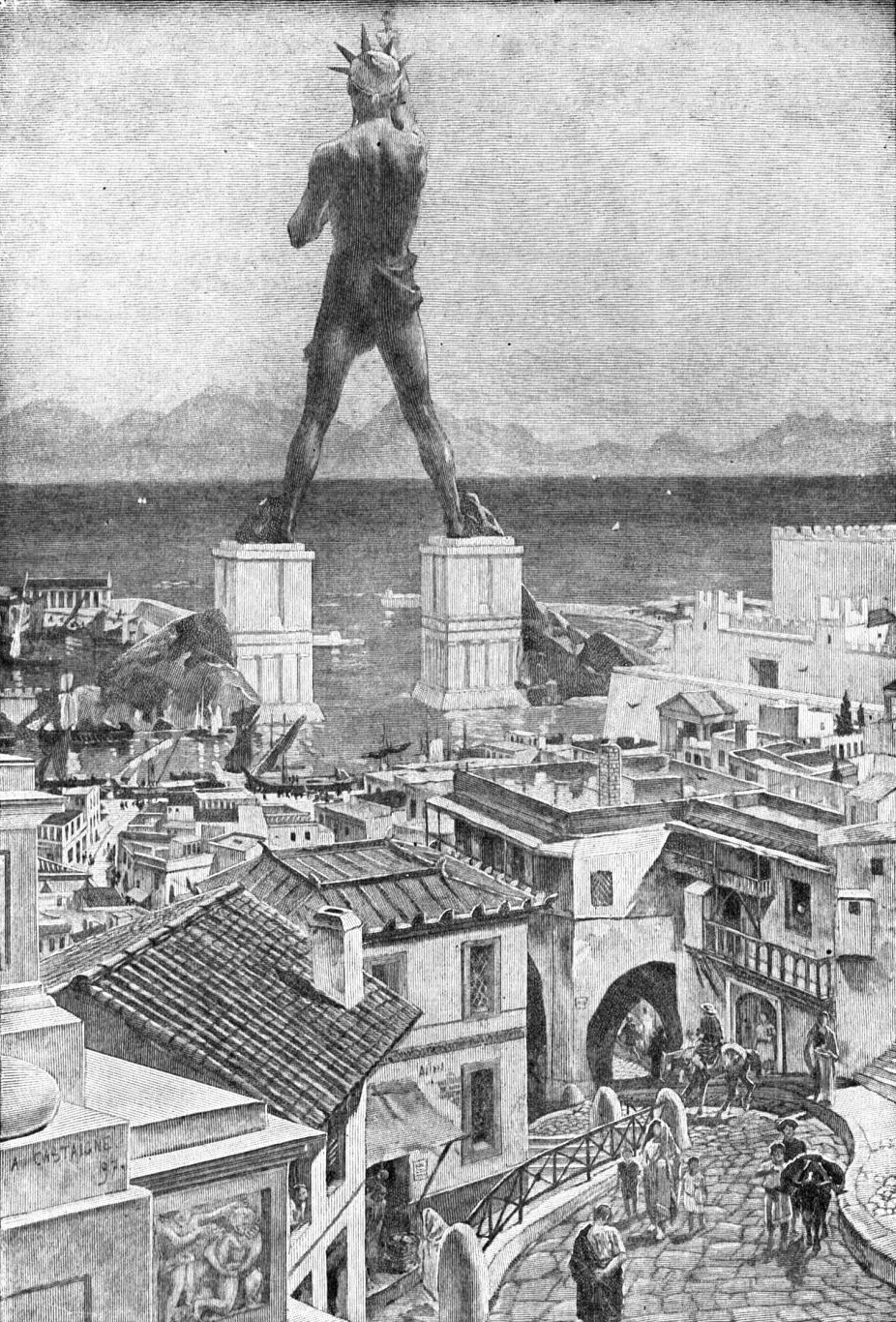
'Tượng thần Mặt Trời ở Rhodes, được vẽ minh hoạ trong cuốn Book of Knowledge của nhà xuất bản Grolier năm 1911, có lẽ chỉ là tưởng tượng, bởi vì có lẽ bức tượng đó không đứng dạng chân ở cửa cảng

Tượng thần Mặt Trời ở Rhodes là một bức tượng vĩ đại của thần Mặt Trời trên đảo Rhodes (Hy Lạp), do Chares xứ Lindos (một nhà điêu khắc Hy Lạp) dựng nên trong khoảng 292 TCN và 280 TCN. Nó khoảng cùng kích thước với Tượng thần tự do ở New York, dù được đặt trên một cái bệ thấp hơn. Bức tượng từng là một trong Bảy kỳ quan thế giới.

## Quyết định dựng tượng
Alexandros Đại đế băng hà khi tuổi còn trẻ năm 323 TCN khi chưa có thời gian lập ra bất kỳ một kế hoạch nào cho người kế vị. Chiến tranh giành quyền lực nổ ra giữa những tướng lĩnh của ông, cuối cùng ba người trong số họ chia nhau phần lớn đế chế của ông tại vùng Địa Trung Hải.
Trong thời gian chiến tranh, Rhodes đứng về phía Ptolemaios, và cuối cùng khi Ptolemaios chiếm được quyền kiểm soát Ai Cập, Rhodes và Ai Cập của Ptolemaios lập ra một đồng minh kiểm soát đa số hoạt động thương mại ở miền đông Địa Trung Hải. Một tướng khác của Alexanderos là Monophthalmus phản đối việc đó. Năm 305 TCN, ông cho con trai là Demetrius (lúc ấy là một vị tướng nổi tiếng) tấn công Rhodes với một đội quân 40.000 người. Tuy nhiên, thành phố được phòng ngự vững vàng và Demetrius phải bắt đầu xây dựng một số tháp bao vây nhằm cho quân leo được lên tường thành. Tháp đầu tiên được dựng trên sáu chiếc tàu, và chúng đã bị một cơn bão lật úp trước khi có thể đem ra sử dụng. Ông lại thử lần nữa với một tháp dựng trên mặt đất với kích thước lớn hơn, gọi là Helepolis, nhưng những người lính phòng ngự trong thành phố Rhode đã cho nước chảy tràn ra khu đất trước tường thành khiến tháp này không thể di chuyển được. Năm 304 TCN, một lực lượng viện binh gồm các tàu chiến do Ptolemaios gửi đến đã tới nơi, quân của Demetrius buộc phải nhanh chóng rút chạy, để lại hầu như toàn bộ những trang bị vây hãm của mình. Dù không giành được thắng lợi ở Rhodes, Demetrius đã được đặt tên hiệu là Poliorcetes, "kẻ vây hãm các thành phố", vì ông đã thành công trong việc vây hãm ở nhiều thành phố khác.1

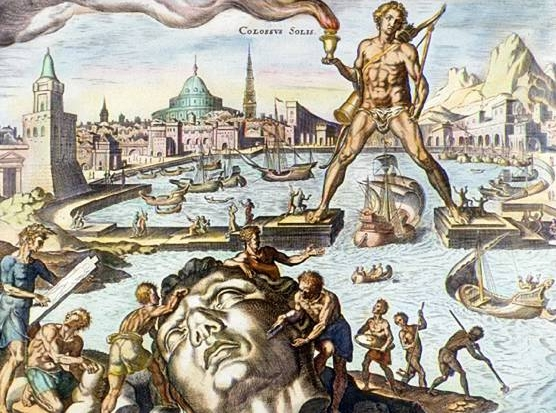
Tượng thần Mặt Trời ở Rhodes, được tưởng tượng ra trong một bức tranh khắc thế kỷ 16 của Martin Heemskerck, một phần trong loạt tranh về Bảy kỳ quan thế giới của ông

Để ăn mừng thắng lợi, người Rhode quyết định xây dựng một bức tượng vĩ đại cho vị thần bảo hộ mình là Helios (thần Mặt Trời). Việc xây dựng được giao cho Chares, một người sinh ra tại Rhodes và đã từng tham gia vào việc xây dựng các bức tượng to lớn trước đó. Thầy giáo của ông, nhà điêu khắc lừng danh Lysippus, đã dựng nên một bức tượng thần Zeus cao 60 foot. Để có tiền chi trả cho việc xây dựng tượng thần Mặt Trời, người Rhode đã bán toàn bộ các trang bị vây hãm mà Demetrius để lại phía trước thành phố của họ.

## Xây dựng
Những miêu tả thời trước (có khác biệt một chút so với nhau) về bức tượng cho rằng kết cấu của nó dựa trên nhiều cột đá (hay những tháp bằng gạch) bên trong, và đứng trên một bệ bằng cẩm thạch trắng cao 15 mét (50 feet) gần lối vào cảng Mandraki (một số khác cho rằng trên một đê chắn sóng ở cảng). Các xà bằng thép được đặt vào bên trong các tháp, và các tấm đồng được gắn vào các thanh ngang để tạo thành da. Đa số các vật liệu được nấu chảy từ các loại vũ khí mà đội quân của Demetrius bỏ lại, và cái tháp bao vây được dùng làm giàn giáo ở tầng thấp. Những phần phía trên được dựng lên bằng cách dùng một đoạn dốc lớn bằng đất nung. Riêng bức tượng đã cao hơn 34 mét (110 feet). Sau 12 năm, năm 280 TCN, bức tượng vĩ đại được hoàn thành.

## Phá huỷ
Bức tượng chỉ tồn tại trong vòng 56 năm cho tới khi Rhodes phải hứng chịu một trận động đất năm 224 TCN. Bức tượng bị gãy ở phần đầu gối và sụp xuống phần đất liền. Ptolemaios III ra lệnh chi tiền làm lại bức tượng, nhưng một lời sấm đã khiến những người Rhode sợ hãi rằng họ đã xúc phạm đến thần Mặt Trời, và họ không dám xây dựng lại nó. Những phần đổ vỡ của bức tượng tiếp tục nằm trên mặt đất trong hơn 800 năm tiếp theo, thậm chí đã vỡ ra, nhiều du khách đã du lịch tới đó vì ấn tượng khi nhìn thấy. Gaius Plinius Secundus (Pliny the Elder) đã ghi chép rằng rất ít người có thể vòng tay ôm được ngón tay cái và rằng mỗi ngón tay của tượng đã lớn hơn đa số những bức tượng bình thường khác.
Năm 654, một lực lượng Ả Rập dưới quyền chỉ huy của Muawiyah I chiếm Rhodes và, theo những nhà sử học Theophanes, những phần còn lại của tượng đã bị đem bán cho một nhà buôn từ Edessa. Ông ta phá vỡ bức tượng và chở những tấm đồng bằng 900 con lạc đà về quê hương. Những mảnh rời đó tiếp tục được đào lên đem bán, sau khi được tìm thấy dọc theo con đường lữ hành.

## Sự bí ẩn
Nhiều bức hoạ cũ (ở trên) cho thấy hình tượng đứng mỗi chân đặt trên một phía của cổng cảng và các con tàu đi qua bên dưới để vào: "... pho tượng đồng thau nổi tiếng của Hy Lạp, mỗi chân đặt trên một phía cảng... " (trong The New Colossus, bài thơ được tìm thấy ở bệ Tượng thần tự do). Nhân vật Cassius của Shakespeare trong kịch Julius Caesar (II,i,136-38) đã nói về Caesar:
Why man, he doth bestride the narrow world
Like a Colossus, and we petty men
Walk under his huge legs and peep about
To find ourselves dishonourable graves
Bức tượng thần đứng dạng chân trên cảng chỉ là sự tưởng tượng của người sau này.

## Thần Mặt Trời ở thời hiện đại
Năm 1989, một cấu trúc xây dựng bằng đá trông giống với nắm đấm của con người được tìm thấy ở vùng biển Rhodes. Nó được cho là phần đầu tiên được khám phá ra của bức tượng thần Mặt Trời. Tuy nhiên, sau đó người ta đã xác định nó chỉ là đá và bùn rác đã bị một xe ủi hất xuống biển.
Đã từng có nhiều lời bàn cãi về việc có nên xây dựng lại bức tượng hay không. Những người ủng hộ cho rằng điều này sẽ làm bùng nổ lượng khách du lịch tới Rhodes, nhưng những người phản đối nói nó quá tốn kém (hơn 100 triệu euro). Ý kiến này đã nhiều lần được đặt ra từ năm 1970, nhưng vì thiếu hụt tài chính, nên những công việc đó vẫn chưa thực hiện được. Các kế hoạch xây dựng tượng đã được tiến hành từ năm 1998 bởi nghệ sĩ Nikolaos Kotziamanis người Síp-Hy Lạp.
Gần đây bức tượng lại một lần nữa được đề cập tới trong bài thơ The New Colossus của Emma Lazarus:
Not like the brazen giant of Greek fame,
With conquering limbs astride from land to land
Trong đoạn mở đầu bài thơ, Lazarus so sánh bức tượng thần Mặt Trời với bức tượng Nữ thần Tự do.
Trong phim Hercules của Disney, con quái vật Philoctetes sống trên đảo Rhodes, và có những phần vẫn còn nhìn thấy của bức tượng trên đảo như cái đầu và đôi chân vẫn còn đứng trên bệ.
Trong bài thơ The Colossus, Sylvia Plath đề cập tới tượng thần Mặt Trời ở Rhodes.